# 錫達維爾鎮區 (密歇根州)
錫達維爾鎮區（英語：Cedarville Township）是位於美國密歇根州梅諾米尼縣的一個行政鎮區。

## 地方資料
錫達維爾鎮區的面積為204.80平方千米，當中陸地面積為204.50平方千米，而水域面積為0.30平方千米。根據2020年美國人口普查的數據，當地共有人口242人，而人口密度為每平方千米1.18人。